# Герои Социалистического Труда Ярославской области
В настоящий список включены:

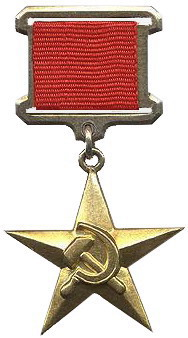
Золотая медаль «Серп и Молот»

- Герои Социалистического Труда, на момент присвоения звания проживавшие в Ярославской области, — 75 человек (в том числе 1 дважды Герой);
- уроженцы Ярославской области, удостоенные звания Героя Социалистического Труда в других регионах СССР, — 75 человек (в том числе 3 дважды Героя);
- Герои Социалистического Труда, прибывшие на постоянное проживание в Ярославскую область, — 2 человека.

Вторая и третья части списка могут быть неполными из-за отсутствия данных о месте рождения и проживания ряда Героев.
В таблицах отображены фамилия, имя и отчество Героев, должность и место работы на момент присвоения звания, дата Указа Президиума Верховного Совета СССР, отрасль народного хозяйства, место рождения, а также ссылка на биографическую статью на сайте «Герои страны». Формат таблиц предусматривает возможность сортировки по указанным параметрам путём нажатия на стрелку в нужной графе.

## История
Первое присвоение звания Героя Социалистического Труда в Ярославской области произошло 28 октября 1940 года, когда Указом Президиума Верховного Совета СССР высшая степень отличия была присвоена главному конструктору опытно-конструкторского отдела авиамоторного завода №26 имени В. Н. Павлова в городе Рыбинске В. Я. Климову за выдающиеся достижения в области создания новых типов вооружения, поднимающих оборонную мощь Советского Союза.
Подавляющее большинство Героев Социалистического Труда в области приходится на сельское хозяйство — 35 человек; машиностроительная и нефтехимическая промышленность — по 10; радиоэлектронная промышленность, строительство — по 4; транспорт — 3; химическая, топливная, лёгкая промышленность — по 2; атомная, пищевая промышленность, энергетика — по 1.

## Лица, удостоенные звания Героя Социалистического Труда в Ярославской области
| № | Фамилия, имя, отчество    | Даты жизни              | Деятельность | Дата присвоения       | Отрасль        | Место рождения | ГС       |
| - | ------------------------- | ----------------------- | --- | --------------------- | -------------- | -------------- | -------- |
| 1 | Климов Владимир Яковлевич | 23.07.1892 — 09.09.1962 | Главный конструктор опытно-конструкторского отдела авиамоторного завода №26 имени В. Н. Павлова Народного комиссариата авиационной промышленности СССР, гор. Рыбинск Ярославской области; главный конструктор Государственного союзного опытного завода № 117 Министерства авиационной промышленности СССР, гор. Ленинград | 28.10.1940 12.07.1957 | машиностроение | *Москва        | [ ГС 1 ] |

| №  | Фамилия, имя, отчество                 | Даты жизни              | Деятельность | Дата присвоения | Отрасль           | Место рождения         | ГС        |
| -- | -------------------------------------- | ----------------------- | --- | --------------- | ----------------- | ---------------------- | --------- |
| 1  | Абросимов Илья Иванович                | 18.07.1890 — 11.02.1968 | Председатель колхоза «Горшиха» Ярославского района Ярославской области | 11.06.1949      | сельхоз           | Ярославский район      | [ ГС 2 ]  |
| 2  | Абросимова Екатерина Ивановна          | 11.11.1919 — 28.01.1997 | Трактористка колхоза «Активист» Тутаевского района Ярославской области | 08.04.1971      | сельхоз           | Тутаевский район       | [ ГС 3 ]  |
| 3  | Абросимова Ольга Ивановна              | 08.06.1923 — 19.04.2010 | Доярка колхоза «Горшиха» Ярославского района Ярославской области | 11.06.1949      | сельхоз           | Ярославский район      | [ ГС 4 ]  |
| 4  | Акимов Александр Иванович              | 27.05.1931 — 01.02.2005 | Машинист комбайна по добыче и уборке торфа Берендеевского торфопредприятия Министерства топливной промышленности РСФСР, Переславский район Ярославской области                                  | 20.04.1971      | топпром           | Переславский район     | [ ГС 5 ]  |
| 5  | Ахмеров Ахмет Ибатуллович              | 15.05.1920 — 25.08.1978 | Сборщик покрышек Ярославского шинного завода Министерства нефтеперерабатывающей и нефтехимической промышленности СССР                                                                           | 20.04.1971      | нефтехимпром      | *Самарская область     | [ ГС 6 ]  |
| 6  | Багрова Александра Константиновна      | 19.09.1914 — ????       | Доярка колхоза «Красный коллективист» Некрасовского района Ярославской области | 06.09.1950      | сельхоз           | Некрасовский район     | [ ГС 7 ]  |
| 7  | Барашков Александр Васильевич          | 25.11.1931 — 07.11.2001 | Слесарь Рыбинского завода полиграфических машин Министерства машиностроения для лёгкой и пищевой промышленности и бытовых приборов СССР, Ярославская область                                    | 20.04.1971      | машиностроение    | *Тверская область      | [ ГС 8 ]  |
| 8  | Блуднин Борис Георгиевич               | 06.11.1923 — 1988       | Старший аппаратчик завода «Победа рабочих» Министерства химической промышленности СССР, гор. Ярославль                                                                                          | 28.05.1966      | химпром           | *Владимирская область  | [ ГС 9 ]  |
| 9  | Бондаренко Зинаида Дмитриевна          | 08.09.1929 — 29.10.2005 | Свинарка колхоза «Луч коммунизма» Некоузского района Ярославской области | 08.04.1971      | сельхоз           | Ярославская область    | [ ГС 10 ] |
| 10 | Волков Борис Фёдорович                 | 13.07.1919 — 12.07.1991 | Председатель колхоза «Родина» Угличского района Ярославской области | 08.04.1971      | сельхоз           | Угличский район        | [ ГС 11 ] |
| 11 | Герасимов Анатолий Алексеевич          | 22.04.1922 — 01.10.2002 | Директор Волжского машиностроительного завода Министерства среднего машиностроения СССР, гор. Рыбинск Ярославской области                                                                       | 10.03.1981      | атомпром          | Рыбинский район        | [ ГС 12 ] |
| 12 | Голубев Дмитрий Павлович               | 29.09.1906 — 05.06.1991 | Заведующий отделением медико-санитарной части Новоярославского нефтеперерабатывающего завода Министерства нефтеперерабатывающей и нефтехимической промышленности СССР, гор. Ярославль           | 04.02.1969      | нефтехимпром      | *Костромская область   | [ ГС 13 ] |
| 13 | Гольтяев Евгений Андреевич             | 08.04.1933 — 17.02.2002 | Машинист пневматического комбайна Мокеиха-Зыбинского торфопредприятия Министерства топливной промышленности РСФСР, Ярославская область                                                          | 29.06.1966      | топпром           | *Липецкая область      | [ ГС 14 ] |
| 14 | Грачёв Иван Егорович                   | 1934 — 16.02.2007       | Слесарь-сборщик Рыбинского производственного объединения моторостроения Министерства авиационной промышленности СССР, Ярославская область                                                       | 23.12.1976      | машиностроение    | *Тверская область      | [ ГС 15 ] |
| 15 | Гунина Любовь Николаевна               | 24.07.1913 — 04.04.2002 | Председатель колхоза «Красный коллективист» Некрасовского района Ярославской области | 06.09.1950      | сельхоз           | Некрасовский район     | [ ГС 16 ] |
| 16 | Давыдова Анна Ивановна                 | род. 1923               | Доярка учебного хозяйства «Дружба» Переславского района Ярославской области | 22.03.1966      | сельхоз           | Переславский район     | [ ГС 17 ] |
| 17 | Дерунов Павел Фёдорович                | 27.03.1916 — 30.06.2001 | Генеральный директор Рыбинского моторостроительного завода Министерства авиационной промышленности СССР, Ярославская область                                                                    | 26.04.1971      | машиностроение    | *Алтайский край        | [ ГС 18 ] |
| 18 | Добрынин Алексей Фёдорович             | 13.02.1922 — 03.06.1997 | Председатель колхоза «Колос» Тутаевского района Ярославской области | 23.06.1966      | сельхоз           | Тутаевский район       | [ ГС 19 ] |
| 19 | Добрынин Анатолий Михайлович           | 15.04.1916 — 08.03.1982 | Генеральный директор объединения по производству автомобильных дизельных двигателей («Автодизель») Министерства автомобильной промышленности СССР, гор. Ярославль                               | 16.03.1976      | машиностроение    | *Тверская область      | [ ГС 20 ] |
| 20 | Жариков Иван Егорович                  | 07.06.1911 — 16.08.1978 | Зоотехник колхоза «Горшиха» Ярославского района Ярославской области | 22.03.1966      | сельхоз           | *Брянская область      | [ ГС 21 ] |
| 21 | Жуков Михаил Иванович                  | род. 1935               | Машинист протекторного агрегата Ярославского шинного завода Министерства нефтеперерабатывающей и нефтехимической промышленности СССР                                                            | 06.04.1981      | нефтехимпром      | *Курская область       | [ ГС 22 ] |
| 22 | Иванов Леонид Александрович            | 1926 — 25.01.2009       | Слесарь Рыбинского электротехнического завода Министерства электронной промышленности СССР, Ярославская область                                                                                 | 26.04.1971      | радиоэлектронпром | *Тверская область      | [ ГС 23 ] |
| 23 | Ивлиева Анна Александровна             | 13.12.1913 — 28.12.2003 | Директор совхоза «Новый Север» Ярославского района Ярославской области | 22.03.1966      | сельхоз           | *Тамбовская область    | [ ГС 24 ] |
| 24 | Каменская Галина Алексеевна            | 16.02.1927 — 06.04.2012 | Старший мастер Пошехонского сырзавода Министерства мясной и молочной промышленности РСФСР, Ярославская область                                                                                  | 26.04.1971      | пищепром          | Гаврилов-Ямский район  | [ ГС 25 ] |
| 25 | Карпов Юрий Михайлович                 | 17.01.1938 — 02.11.2017 | Слесарь-сборщик завода полиграфических машин имени 60-летия Союза ССР Министерства машиностроения для лёгкой и пищевой промышленности и бытовых приборов СССР, гор. Рыбинск Ярославской области | 10.06.1986      | машиностроение    | *Ивановская область    | [ ГС 26 ] |
| 26 | Козлов Константин Иванович             | 1929 — ????             | Сборщик покрышек Ярославского шинного завода Министерства нефтеперерабатывающей и нефтедобывающей промышленности СССР                                                                           | 28.05.1966      | нефтехимпром      | Ярославская область    | [ ГС 27 ] |
| 27 | Колесова Анна Александровна            | 22.06.1927 — 25.11.2011 | Овцевод колхоза «Ленинский путь» Угличского района Ярославской области | 22.03.1966      | сельхоз           | Угличский район        | [ ГС 28 ] |
| 28 | Комаров Вениамин Павлович              | 1929—1998               | Кузнец-штамповщик Ярославского моторного завода Министерства автомобильной промышленности СССР                                                                                                  | 22.08.1966      | машиностроение    | Любимский район        | [ ГС 29 ] |
| 29 | Кондакова Вера Дмитриевна              | 01.09.1926 — 18.07.1997 | Доярка совхоза «Большевик» Любимского района Ярославской области | 22.03.1966      | сельхоз           | Любимский район        | [ ГС 30 ] |
| 30 | Коппалов Иван Фёдорович                | 1919—1988               | Машинист экскаватора Ярославского управления механизации треста «Строймеханизация» Главверхневолжскстроя Министерства строительства РСФСР, Ярославская область                                  | 11.08.1966      | строительство     | *Тверская область      | [ ГС 31 ] |
| 31 | Косарева Зинаида Дмитриевна            | 1917—1991               | Председатель колхоза «Красный холм» Ростовского района Ярославской области | 30.04.1966      | сельхоз           | Ростовский район       | [ ГС 32 ] |
| 32 | Крючкова Анна Ивановна                 | 1920 — 09.03.1999       | Доярка колхоза «Горшиха» Ярославского района Ярославской области | 08.04.1971      | сельхоз           | Ярославская область    | [ ГС 33 ] |
| 33 | Кудрявцева Людмила Фёдоровна           | 10.06.1933 — 23.01.2018 | Тростильщица Ярославского комбината технических тканей «Красный Перекоп» Министерства лёгкой промышленности РСФСР                                                                               | 05.04.1971      | легпром           | Ярославль              | [ ГС 34 ] |
| 34 | Кузнецов Владимир Иванович             | 1907 — ????             | Токарь вагонного депо Ярославль-Главный Северной железной дороги, Ярославская область | 01.08.1959      | транспорт         | Ярославль              | [ ГС 35 ] |
| 35 | Кузьмичёв Вячеслав Владимирович        | род. 15.11.1949         | Сборщик покрышек Ярославского шинного завода Министерства нефтеперерабатывающей и нефтехимической промышленности СССР                                                                           | 03.06.1986      | нефтехимпром      | *Ивановская область    | [ ГС 36 ] |
| 36 | Кулик Мария Павловна                   | 1921 — ????             | Аппаратчица завода «Свободный труд» Министерства химической промышленности СССР, гор. Ярославль                                                                                                 | 20.04.1971      | химпром           | *Нижегородская область | [ ГС 37 ] |
| 37 | Лаптев Михаил Тимофеевич               | 1923 — 13.07.2004       | Слесарь-сборщик Рыбинского завода приборостроения Министерства радиопромышленности СССР, Ярославская область                                                                                    | 26.04.1971      | радиоэлектронпром | *Курская область       | [ ГС 38 ] |
| 38 | Лукьянская Мария Ивановна              | род. 06.04.1932         | Шлифовщица Ярославского радиозавода Министерства радиопромышленности СССР | 17.10.1975      | радиоэлектронпром | Ярославль              | [ ГС 39 ] |
| 39 | Любавина Мария Александровна           | 1907 — ????             | Колхозница колхоза «Новая Кештома» Пошехоно-Володарского района Ярославской области | 04.09.1950      | сельхоз           | Пошехонский район      | [ ГС 40 ] |
| 40 | Люлька Архип Михайлович                | 23.03.1908 — 01.06.1984 | Генеральный конструктор ОКБ-165 Министерства авиационной промышленности СССР, гор. Рыбинск Ярославской области                                                                                  | 12.07.1957      | машиностроение    | *Киевская область      | [ ГС 41 ] |
| 41 | Малышев Александр Георгиевич           | 01.05.1919 — 04.06.1991 | Заведующий фермой колхоза «Горшиха» Ярославского района Ярославской области | 11.06.1949      | сельхоз           | Ярославский район      | [ ГС 42 ] |
| 42 | Маслюк Игнатий Михайлович              | 20.12.1904 — 22.03.1986 | Начальник Северной железной дороги, гор. Ярославль | 04.05.1971      | транспорт         | *Польша                | [ ГС 43 ] |
| 43 | Митрофанова (Сергеева) Ольга Петровна  | 22.06.1928 — 08.12.2019 | Доярка колхоза «Горшиха» Ярославского района Ярославской области | 11.06.1949      | сельхоз           | Ярославский район      | [ ГС 44 ] |
| 44 | Мурашов Николай Семёнович              | 04.12.1919 — ????       | Бригадир колхоза «Новый путь» Брейтовского района Ярославской области | 28.03.1949      | сельхоз           | Брейтовский район      | [ ГС 45 ] |
| 45 | Овсянкина Надежда Кирилловна           | 13.11.1922 — 02.05.1994 | Бригадир совхоза «Шопшпа» Гаврилов-Ямского района Ярославской области | 11.12.1973      | сельхоз           | *Витебская область     | [ ГС 46 ] |
| 46 | Папавин Александр Петрович             | 29.10.1893 — 22.09.1973 | Паровозный машинист депо Ярославль Ярославской железной дороги | 05.11.1943      | транспорт         | Ярославский район      | [ ГС 47 ] |
| 47 | Патушин Павлин Иванович                | 21.01.1917 — 30.01.2012 | Заведующий молочной фермой колхоза «Красный коллективист» Некрасовского района Ярославской области                                                                                              | 06.09.1950      | сельхоз           | Некрасовский район     | [ ГС 48 ] |
| 48 | Патушин Сергей Николаевич              | 13.09.1905 — 21.10.1975 | Скотник-пастух колхоза «Красный коллективист» Некрасовского района Ярославской области | 11.06.1949      | сельхоз           | Некрасовский район     | [ ГС 49 ] |
| 49 | Плаксин Михаил Николаевич              | 28.09.1913 — 03.07.2007 | Главный зоотехник колхоза «Новый путь» Гаврилов-Ямского района Ярославской области | 08.04.1971      | сельхоз           | *Ивановская область    | [ ГС 50 ] |
| 50 | Постников Александр Игнатьевич         | род. 13.01.1931         | Бригадир маляров специализированного строительного управления № 4 строительного треста «Ярстрой» Министерства строительства СССР, гор. Ярославль                                                | 09.07.1986      | строительство     | *Вологодская область   | [ ГС 51 ] |
| 51 | Привезенцев Василий Ефимович           | 27.06.1894 — 23.06.1981 | Звеньевой колхоза «Борьба» Переславского района Ярославской области | 26.02.1948      | сельхоз           | Переславский район     | [ ГС 52 ] |
| 52 | Привезенцев Василий Иванович           | 1929 — 06.02.1997       | Машинист экскаватора строительно-монтажного управления № 4 треста «Спецстроймеханизация» Министерства строительства СССР, гор. Ярославль                                                        | 04.03.1976      | строительство     | *Башкортостан          | [ ГС 53 ] |
| 53 | Работнова Варвара Яковлевна            | 02.11.1913 — 28.07.2003 | Бригадир браслетного участка сборочного цеха Ярославского шинного завода Ярославского совнархоза                                                                                                | 07.03.1960      | нефтехимпром      | Ярославль              | [ ГС 54 ] |
| 54 | Румянцева Мария Андреевна              | 1906 — ????             | Звеньевая колхоза «Красный льновод» Некоузского района Ярославской области | 28.03.1949      | сельхоз           | Некоузский район       | [ ГС 55 ] |
| 55 | Сатирова Альбина Дмитриевна            | род. 1937               | Затяжчица кожевенно-обувного производственного объединения «Североход» Министерства лёгкой промышленности РСФСР, гор. Ярославль                                                                 | 09.06.1966      | легпром           | Ярославль              | [ ГС 56 ] |
| 56 | Скорнякова Мария Ивановна              | 1900—1953               | Зоотехник колхоза «Горшиха» Ярославского района Ярославской области | 11.06.1949      | сельхоз           | *Сумская область       | [ ГС 57 ] |
| 57 | Слепов Михаил Константинович           | 1918 — ????             | Старший мастер Ярославского радиозавода Министерства радиопромышленности СССР | 26.04.1971      | радиоэлектронпром | Некрасовский район     | [ ГС 58 ] |
| 58 | Смирнова Анастасия Сергеевна           | 26.03.1914 — 17.06.1993 | Свинарка колхоза «Заря свободы» Брейтовского района Ярославской области | 22.03.1966      | сельхоз           | Брейтовский район      | [ ГС 59 ] |
| 59 | Смирнова (Лагузова) Зинаида Евграфовна | 14.10.1923 — 17.01.2003 | Доярка колхоза «Горшиха» Ярославского района Ярославской области | 11.06.1949      | сельхоз           | Ярославский район      | [ ГС 60 ] |
| 60 | Смирнова Лидия Павловна                | род. 21.08.1935         | Бригадир Ярославского завода резиновых технических изделий Министерства нефтеперерабатывающей и нефтехимической промышленности СССР                                                             | 06.02.1976      | нефтехимпром      | Ярославский район      | [ ГС 61 ] |
| 61 | Сулагин Андрей Иванович                | 14.09.1909 — 1990       | Бригадир комплексной бригады плотников строительного участка № 1 треста «Спецпромстрой» Ярославского совнархоза                                                                                 | 09.08.1958      | строительство     | Первомайский район     | [ ГС 62 ] |
| 62 | Терентьев Евгений Алексеевич           | 07.02.1926 — 30.03.2000 | Старший машинист котлов Ярославской ТЭЦ № 1 Министерства энергетики и электрификации СССР | 17.05.1977      | энергетика        | Ярославль              | [ ГС 63 ] |
| 63 | Терехов Виктор Никитович               | 15.10.1938 — 26.05.2000 | Испытатель двигателей Ярославского моторного завода производственного объединения «Автодизель» Министерства автомобильной промышленности СССР                                                   | 16.05.1983      | машиностроение    | *Смоленская область    | [ ГС 64 ] |
| 64 | Тёркин Павел Иванович                  | 05.09.1930 — 27.12.2013 | Бригадир формовщиков Ярославского моторного завода Министерства автомобильной промышленности СССР                                                                                               | 03.01.1974      | машиностроение    | Даниловский район      | [ ГС 65 ] |
| 65 | Троицкий Александр Фёдорович           | 29.07.1925 — 04.03.2014 | Председатель колхоза «Красный Октябрь» Любимского района Ярославской области | 05.12.1985      | сельхоз           | Любимский район        | [ ГС 66 ] |
| 66 | Фалетров Иван Михайлович               | 03.11.1920 — 20.10.1996 | Главный агроном колхоза «Колос» Тутаевского района Ярославской области | 11.12.1973      | сельхоз           | Тутаевский район       | [ ГС 67 ] |
| 67 | Чепурова Валентина Алексеевна          | род. 1925               | Бригадир клейщиц Ярославского завода «Резинотехника» Министерства нефтеперерабатывающей и нефтехимической промышленности СССР                                                                   | 20.04.1971      | нефтехимпром      | Ярославская область    | [ ГС 68 ] |
| 68 | Черногорова Людмила Михайловна         | 26.06.1925 — 05.11.2006 | Свинарка совхоза «Волна» Тутаевского района Ярославской области | 07.03.1960      | сельхоз           | Тутаевский район       | [ ГС 69 ] |
| 69 | Чесноков Владимир Петрович             | 12.07.1910 — 30.11.1993 | Директор Ярославского шинного завода Министерства нефтеперерабатывающей и нефтехимической промышленности СССР                                                                                   | 28.05.1966      | нефтехимпром      | *Санкт-Петербург       | [ ГС 70 ] |
| 70 | Шмелёв Владимир Михайлович             | 1938 — 04.11.2006       | Сборщик покрышек Ярославского шинного завода Министерства нефтеперерабатывающей и нефтехимической промышленности СССР                                                                           | 22.11.1982      | нефтехимпром      | Ярославль              | [ ГС 71 ] |
| 71 | Шутов Павлин Константинович            | 10.01.1910 — 28.12.1997 | Ветеринарный фельдшер колхоза «Красный коллективист» Некрасовского района Ярославской области                                                                                                   | 06.09.1950      | сельхоз           | Некрасовский район     | [ ГС 72 ] |
| 72 | Шутова Елизавета Александровна         | 06.10.1905 — 21.07.1993 | Доярка колхоза «Красный коллективист» Некрасовского района Ярославской области | 06.09.1950      | сельхоз           | Некрасовский район     | [ ГС 73 ] |
| 73 | Шутова Фелицата Яковлевна              | 17.01.1915 — 26.08.1992 | Доярка колхоза «Красный коллективист» Некрасовского района Ярославской области | 11.06.1949      | сельхоз           | Некрасовский район     | [ ГС 74 ] |
| 74 | Яблокова Александра Константиновна     | 1930 — 22.11.2016       | Звеньевая колхоза «Новая Кештома» Пошехонского района Ярославской области | 30.04.1966      | сельхоз           | Пошехонский район      | [ ГС 75 ] |

## Уроженцы Ярославской области, удостоенные звания Героя Социалистического Труда в других регионах СССР
| № | Фамилия, имя, отчество        | Даты жизни              | Деятельность                                                                              | Дата присвоения       | Отрасль | Место рождения    | ГС       |
| - | ----------------------------- | ----------------------- | ----------------------------------------------------------------------------------------- | --------------------- | ------- | ----------------- | -------- |
| 1 | Баркова Ульяна Спиридоновна   | 21.12.1905 — 11.05.1991 | Бригадир племенного молочного совхоза «Караваево» Костромского района Костромской области | 25.08.1948 03.12.1951 | сельхоз | Даниловский район | [ ГС 1 ] |
| 2 | Виноградов Александр Павлович | 21.08.1895 — 16.11.1975 | Вице-президент Академии наук СССР, гор. Москва                                            | 29.10.1949 20.08.1975 | наука   | Тутаевский район  | [ ГС 2 ] |
| 3 | Смирнова Анна Ивановна        | 25.12.1904 — 19.06.1995 | Доярка племенного молочного совхоза «Караваево» Костромского района Костромской области   | 12.07.1949 04.03.1953 | сельхоз | Даниловский район | [ ГС 3 ] |

| №  | Фамилия, имя, отчество              | Даты жизни              | Деятельность | Дата присвоения | Отрасль           | Место рождения        | ГС        |
| -- | ----------------------------------- | ----------------------- | --- | --------------- | ----------------- | --------------------- | --------- |
| 1  | Адиньш Андрей Иванович              | 01.1909 — 27.07.1985    | Бригадир слесарей Рижского трамвайно-троллейбусного управления, Латвийская ССР | 20.12.1966      | жилкомхоз         | Ярославская область   | [ ГС 4 ]  |
| 2  | Бещев Борис Павлович                | 15.07.1903 — 27.05.1981 | Министр путей сообщения СССР, гор. Москва | 01.08.1959      | транспорт         | Гаврилов-Ямский район | [ ГС 5 ]  |
| 3  | Борог Валерий Африканович           | 09.02.1907 — 19.03.2000 | Главный конструктор Московского машиностроительного завода «Стрела» Министерства авиационной промышленности СССР                                                                                      | 23.12.1976      | машиностроение    | Ярославль             | [ ГС 6 ]  |
| 4  | Брюханов Николай Ильич              | 19.12.1934 — 13.02.2003 | Бригадир монтажников Автозаводского строительно-монтажного управления домостроительного комбината № 1 Министерства строительства СССР, гор. Горький                                                   | 04.03.1976      | строительство     | Переславский район    | [ ГС 7 ]  |
| 5  | Вавилов Павел Иванович              | 03.08.1909 — 18.01.1966 | Старший машинист ледокола Мурманского государственного морского арктического пароходства, Мурманская область                                                                                          | 03.08.1960      | транспорт         | Первомайский район    | [ ГС 8 ]  |
| 6  | Викторов Владимир Николаевич        | 02.06.1929 — 16.05.2014 | Старший кольцевой стана Синарского трубного завода Министерства чёрной металлургии СССР, Свердловская область                                                                                         | 30.03.1971      | металлургия       | Ярославская область   | [ ГС 9 ]  |
| 7  | Виноградов Анатолий Васильевич      | 21.06.1906 — 1982       | Сталевар Ижорского завода Ленинградского совнархоза | 21.06.1957      | машиностроение    | Даниловский район     | [ ГС 10 ] |
| 8  | Виноградова Анна Ивановна           | 19.05.1917 — 04.07.2008 | Бригадир откатчиков Новосибирского электровакуумного завода Министерства электронной промышленности СССР                                                                                              | 29.07.1966      | радиоэлектронпром | Брейтовский район     | [ ГС 11 ] |
| 9  | Волкова Любовь Григорьевна          | 17.07.1927 — 31.10.2014 | Старший оператор Ново-Уфимского нефтеперерабатывающего завода Башкирского совнархоза | 07.03.1960      | нефтехимпром      | Тутаевский район      | [ ГС 12 ] |
| 10 | Воронцов Аркадий Фёдорович          | 1909 — 16.07.1971       | Старший зоотехник подсобного хозяйства «Первомайское» хозяйственного управления Комитета государственной безопасности при Совете Министров СССР, Ленинский район Московской области                   | 05.08.1954      | сельхоз           | Ярославская область   | [ ГС 13 ] |
| 11 | Гилязов Наиль Мингазович            | 13.07.1935 — 08.02.2014 | Слесарь Казанского завода теплоизмерительных приборов и средств автоматизации «Теплоконтроль» Министерства приборостроения, средств автоматизации и систем управления СССР, Татарская АССР            | 20.04.1971      | приборостроение   | Ярославская область   | [ ГС 14 ] |
| 12 | Горелов Александр Николаевич        | род. 15.10.1938         | Главный зоотехник госплемзавода «Заря коммунизма» Домодедовского района Московской области | 17.08.1988      | сельхоз           | Борисоглебский район  | [ ГС 15 ] |
| 13 | Громов Александр Петрович           | 29.03.1913 — 07.1987    | Слесарь Уфимского моторостроительного завода Министерства авиационной промышленности СССР, Башкирская АССР                                                                                            | 22.07.1966      | машиностроение    | Ярославская область   | [ ГС 16 ] |
| 14 | Гусев Александр Алексеевич          | 1933 — 31.07.2012       | Звеньевой механизированного звена совхоза «Политотделец» Череповецкого района Вологодской области | 08.04.1971      | сельхоз           | Пошехонский район     | [ ГС 17 ] |
| 15 | Давыдовский Ипполит Васильевич      | 01.08.1887 — 11.06.1968 | Заведующий кафедрой патологической анатомии лечебного факультета 2-го Московского медицинского института, академик Академии медицинских наук СССР                                                     | 28.08.1957      | наука             | Даниловский район     | [ ГС 18 ] |
| 16 | Дыбцын Александр Александрович      | 30.10.1915 — 22.08.1992 | Директор Котласского целлюлозно-бумажного комбината имени 50-летия ВЛКСМ Министерства целлюлозно-бумажной промышленности СССР, Архангельская область                                                  | 04.03.1976      | леспром           | Переславский район    | [ ГС 19 ] |
| 17 | Дяденькин Сергей Васильевич         | 14.09.1912 — 07.05.2009 | Начальник цеха Кировского шинного завода Министерства нефтеперерабатывающей и нефтехимической промышленности СССР, Кировская область                                                                  | 20.04.1971      | нефтехимпром      | Некрасовский район    | [ ГС 20 ] |
| 18 | Егоров Михаил Николаевич            | 13.01.1918 — 24.11.1999 | Старший мастер Сызранской ТЭЦ Куйбышевэнерго Министерства энергетики и электрификации СССР, Куйбышевская область                                                                                      | 04.10.1966      | энергетика        | Тутаевский район      | [ ГС 21 ] |
| 19 | Завитаев Алексей Александрович      | 28.11.1900 — 23.09.1980 | Директор Московского машиностроительного завода «Сатурн» Министерства авиационной промышленности СССР                                                                                                 | 08.07.1976      | машиностроение    | Брейтовский район     | [ ГС 22 ] |
| 20 | Закиматов Борис Алексеевич          | род. 13.07.1933         | Бригадир плотников-бетонщиков строительного управления № 9 треста «Комипромжилстрой» Министерства строительства предприятий тяжёлой индустрии, Коми АССР                                              | 05.04.1971      | строительство     | Тутаевский район      | [ ГС 23 ] |
| 21 | Захаров Митрофан Захарович          | 23.11.1899 — 06.02.1985 | Председатель колхоза имени Ратова Ленинского района Московской области | 18.09.1950      | сельхоз           | Ярославская область   | [ ГС 24 ] |
| 22 | Золин Анатолий Васильевич           | 21.07.1924 — 10.03.2011 | Бригадир слесарей Невинномысского химического комбината Министерства химической промышленности СССР, Ставропольский край                                                                              | 28.05.1966      | химпром           | Тутаевский район      | [ ГС 25 ] |
| 23 | Ивойлов Виталий Владимирович        | 27.05.1930 — 28.04.1998 | Монтажник мостостроительного отряда № 5 Мостостроительного треста № 9 Министерства транспортного строительства СССР, Иркутская область                                                                | 25.10.1984      | строительство     | Ярославская область   | [ ГС 26 ] |
| 24 | Карпов Михаил Дмитриевич            | 04.11.1905 — 31.05.1971 | Бригадир арматурщиков строительства Кременчугской ГЭС Министерства электростанций СССР, Кировоградская область                                                                                        | 09.08.1958      | энергетика        | Любимский район       | [ ГС 27 ] |
| 25 | Козлова Нина Сергеевна              | 24.09.1923 — ????       | Выборщица технических камней Петродворцового часового завода Министерства приборостроения, средств автоматизации и систем управления СССР, гор. Ленинград                                             | 20.04.1971      | приборостроение   | Ярославская область   | [ ГС 28 ] |
| 26 | Колгашкин Александр Иванович        | 1912 — 04.06.1977       | Фрезеровщик завода № 706 Министерства общего машиностроения СССР, гор. Москва | 26.07.1966      | машиностроение    | Борисоглебский район  | [ ГС 29 ] |
| 27 | Коняев Авенир Николаевич            | 22.11.1925 — 06.12.1999 | Резчик прессово-волочильного Артёмовского завода по обработке цветных металлов имени Э. И. Квиринга Министерства цветной металлургии СССР, Донецкая область                                           | 30.03.1971      | металлургия       | Переславский район    | [ ГС 30 ] |
| 28 | Кормин Василий Степанович           | 07.02.1911 — 12.07.1994 | Машинист крана производственного строительно-монтажного объединения «Куйбышевгидрострой» Министерства электростанций СССР, Куйбышевская область                                                       | 09.08.1958      | энергетика        | Ярославская область   | [ ГС 31 ] |
| 29 | Королёв Николай Александрович       | 09.05.1913 — 02.06.1999 | Фрезеровщик Чебоксарского электроаппаратного завода Министерства электротехнической промышленности СССР, Чувашская АССР                                                                               | 08.08.1966      | электропром       | Ярославская область   | [ ГС 32 ] |
| 30 | Коршунова Зоя Павловна              | 24.10.1932 — 12.07.2018 | Бригадир совхоза имени Цюрупы Уфимского района Башкирской АССР | 07.12.1973      | сельхоз           | Гаврилов-Ямский район | [ ГС 33 ] |
| 31 | Костоусов Анатолий Иванович         | 19.10.1906 — 22.02.1985 | Министр станкостроительной и инструментальной промышленности СССР, гор. Москва | 05.10.1976      | машиностроение    | Первомайский район    | [ ГС 34 ] |
| 32 | Кошкин Михаил Ильич                 | 03.12.1898 — 26.09.1940 | Бывший главный конструктор танкового конструкторского бюро Харьковского завода имени Коминтерна Наркомата вооружения СССР                                                                             | 04.10.1990      | оборонпром        | Переславский район    | [ ГС 35 ] |
| 33 | Кубышкин Василий Андреевич          | 01.05.1915 — ????       | Слесарь-ремонтник управления механизации строительства № 104 Министерства обороны СССР, гор. Ленинград                                                                                                | 29.07.1966      | строительство     | Мышкинский район      | [ ГС 36 ] |
| 34 | Кудрявцев Валентин Павлович         | 24.12.1915 — 28.07.2018 | Вальцовщик Днепропетровского шинного завода Министерства нефтеперерабатывающей и нефтехимической промышленности СССР                                                                                  | 28.05.1966      | нефтехимпром      | Ярославская область   | [ ГС 37 ] |
| 35 | Кудрявцев Леонид Дмитриевич         | 27.05.1928 — 25.04.2019 | Директор Воронежского завод синтетического каучука имени С. М. Кирова Министерства нефтеперерабатывающей и нефтехимической промышленности СССР                                                        | 03.06.1986      | нефтехимпром      | Любимский район       | [ ГС 38 ] |
| 36 | Кузьмина Алевтина Ивановна          | род. 29.12.1940         | Доярка совхоза «Краснопартизанский» Кустанайского района Кустанайской области | 19.02.1981      | сельхоз           | Рыбинский район       | [ ГС 39 ] |
| 37 | Куприянов Владимир Григорьевич      | 20.11.1933 — 22.12.1995 | Газовщик коксового цеха Череповецкого металлургического завода имени 50-летия СССР Министерства чёрной металлургии СССР, Вологодская область                                                          | 20.08.1980      | металлургия       | Переславский район    | [ ГС 40 ] |
| 38 | Кюлаотс (Саар) Аврелия Владимировна | 08.08.1919 — 04.09.2007 | Доярка совхоза «Удева» Министерства совхозов СССР, Пайдеский уезд Эстонской ССР | 05.10.1949      | сельхоз           | Любимский район       | [ ГС 41 ] |
| 39 | Лапшин Виталий Ванифатьевич         | 16.03.1914 — 05.11.1992 | Директор Московского завода электромеханической аппаратуры Министерства общего машиностроения СССР | 26.04.1971      | машиностроение    | Ярославская область   | [ ГС 42 ] |
| 40 | Лебедев Александр Васильевич        | 23.02.1926 — 03.05.2009 | Старший оператор Московского нефтеперерабатывающего завода Министерства нефтеперерабатывающей и нефтехимической промышленности СССР                                                                   | 28.05.1966      | нефтехимпром      | Ярославская область   | [ ГС 43 ] |
| 41 | Михайлов Сергей Иванович            | 03.11.1927 — 20.12.1971 | Слесарь завода НИИ-885 Государственного комитета Совета Министров СССР по радиоэлектронике, гор. Москва                                                                                               | 17.06.1961      | машиностроение    | Рыбинский район       | [ ГС 44 ] |
| 42 | Морозов Александр Николаевич        | 25.08.1925 — 28.05.2011 | Фрезеровщик Ленинградского электромашиностроительного завода «Электросила» имени С. М. Кирова Министерства электротехнической промышленности СССР                                                     | 20.04.1971      | электропром       | Ярославская область   | [ ГС 45 ] |
| 43 | Морозова Татьяна Ионовна            | 14.01.1937 — 21.12.2017 | Доярка колхоза «Ленинский путь» Волосовского района Ленинградской области | 22.03.1966      | сельхоз           | Ярославская область   | [ ГС 46 ] |
| 44 | Моряков Евгений Николаевич          | 11.10.1932 — 1998       | Токарь Ленинградского завода строительных машин Министерства строительного, дорожного и коммунального машиностроения СССР                                                                             | 03.01.1974      | машиностроение    | Рыбинский район       | [ ГС 47 ] |
| 45 | Опарин Александр Иванович           | 18.02.1894 — 21.04.1980 | Директор Института биохимии имени А. Н. Баха Академии наук СССР, профессор кафедры Московского государственного университета имени М. В. Ломоносова, академик АН СССР                                 | 13.03.1969      | наука             | Угличский район       | [ ГС 48 ] |
| 46 | Пацейко Леонид Тарасович            | 13.10.1921 — 28.04.2004 | Слесарь-инструментальщик Мытищинского машиностроительного завода Министерства автомобильной промышленности СССР, Московская область                                                                   | 17.05.1977      | машиностроение    | Ярославская область   | [ ГС 49 ] |
| 47 | Пехтин Алексей Иванович             | 02.06.1922 — 1996       | Слесарь-инструментальщик Научно-исследовательского института «Гириконд» Министерства электронной промышленности СССР, гор. Ленинград                                                                  | 29.07.1966      | радиоэлектронпром | Некоузский район      | [ ГС 50 ] |
| 48 | Поварушкина Нина Павловна           | 26.10.1926 — 11.04.2017 | Заместитель главного врача детской поликлиники № 2 гор. Ленинграда | 23.10.1978      | здравоохранение   | Борисоглебский район  | [ ГС 51 ] |
| 49 | Поляков Владимир Ильич              | 22.08.1922 — 15.08.1985 | Машинист экскаватора управления механизации строительных работ Саратовгэсстроя Министерства энергетики и электрификации СССР, Саратовская область                                                     | 29.11.1972      | энергетика        | Некоузский район      | [ ГС 52 ] |
| 50 | Расплетин Александр Андреевич       | 25.08.1908 — 08.03.1967 | Главный конструктор КБ-1 Министерства оборонной промышленности СССР, гор. Москва | 20.04.1956      | оборонпром        | Рыбинский район       | [ ГС 53 ] |
| 51 | Сизов Дмитрий Иванович              | 27.10.1911 — 14.07.1981 | Начальник цеха Московского нефтеперерабатывающего завода | 19.03.1959      | нефтехимпром      | Ярославская область   |           |
| 52 | Слинин Анатолий Александрович       | 12.11.1895 — 14.02.1984 | Заведующий отделом селекции и семеноводства льна-долгунца — заместитель директора по науке Псковской областной государственной сельскохозяйственной опытной станции, доктор сельскохозяйственных наук | 08.04.1971      | наука             | Ростовский район      | [ ГС 54 ] |
| 53 | Смирнова Галина Владимировна        | род. 1938               | Старшая аппаратчица Волжского завода синтетического каучука Министерства нефтеперерабатывающей и нефтехимической промышленности СССР, Волгоградская область                                           | 20.04.1971      | нефтехимпром      | Ярославль             | [ ГС 55 ] |
| 54 | Степанов Борис Иванович             | 26.11.1928 — 15.05.1995 | Слесарь-инструментальщик Томского электромеханического завода «Сибэлектромотор» Министерства электротехнической промышленности СССР                                                                   | 10.03.1976      | электропром       | Пошехонский район     | [ ГС 56 ] |
| 55 | Сурков Алексей Александрович        | 13.10.1899 — 14.06.1983 | Русский советский поэт, общественный деятель, гор. Москва | 14.10.1969      | культура          | Рыбинский район       | [ ГС 57 ] |
| 56 | Теляковский Вениамин Александрович  | 1904—1969               | Первый секретарь Адамовского райкома КПСС, Чкаловская область | 11.01.1957      | госуправление     | Рыбинский район       | [ ГС 58 ] |
| 57 | Тепляков Игорь Васильевич           | род. 29.07.1939         | Старший оператор Ангарского нефтехимического комбината Министерства нефтеперерабатывающей и нефтехимической промышленности СССР, Иркутская область                                                    | 15.01.1974      | нефтехимпром      | Ярославская область   | [ ГС 59 ] |
| 58 | Тихонова Нина Александровна         | 27.08.1919 — 01.12.1998 | Звеньевая виноградарской бригады совхоза «Малореченский» Алуштинского района Крымской области | 26.02.1958      | сельхоз           | Некоузский район      | [ ГС 60 ] |
| 59 | Трегубов Иван Иванович              | 17.12.1911 — 09.11.1993 | Слесарь Омского нефтеперерабатывающего завода Министерства нефтеперерабатывающей и нефтехимической промышленности СССР                                                                                | 28.05.1966      | нефтехимпром      | Тутаевский район      | [ ГС 61 ] |
| 60 | Тяпкин Фёдор Фёдорович              | 18.09.1915 — 17.07.1979 | Начальник группы инженеров команды технической разведки 115-го восстановительного железнодорожного батальона 47-й отдельной железнодорожной бригады, техник-лейтенант                                 | 05.11.1943      | транспорт         | Ростовский район      | [ ГС 62 ] |
| 61 | Фадеев Герман Андреевич             | 12.07.1923 — 07.06.2011 | Аппаратчик Уральского электрохимического комбината Министерства среднего машиностроения СССР, Свердловская область                                                                                    | 29.07.1966      | атомпром          | Переславский район    | [ ГС 63 ] |
| 62 | Фалин Михаил Иванович               | 09.01.1920 — ????       | Слесарь Ленинградского завода полиграфических машин «Ленполиграфмаш» Министерства машиностроения для лёгкой и пищевой промышленности и бытовых приборов СССР                                          | 04.07.1966      | машиностроение    | Борисоглебский район  | [ ГС 64 ] |
| 63 | Халезов Павел Александрович         | 30.12.1916 — 18.01.1999 | Директор завода № 237 Министерства оборонной промышленности СССР, Татарская АССР | 28.07.1966      | оборонпром        | Любимский район       | [ ГС 65 ] |
| 64 | Харитонов Николай Николаевич        | 10.12.1930 — 11.03.2011 | Составитель поездов станции Люблино-Сортировочное Московской железной дороги, гор. Москва | 16.01.1974      | транспорт         | Ярославская область   | [ ГС 66 ] |
| 65 | Царевский Евгений Николаевич        | 28.02.1904 — 16.08.1995 | Первый заместитель директора по научно-технической работе Государственного оптического института имени С. И. Вавилова Министерства оборонной промышленности СССР, гор. Ленинград                      | 28.07.1966      | оборонпром        | Некоузский район      | [ ГС 67 ] |
| 66 | Черепенин Лев Владимирович          | 26.06.1939 — 10.09.2014 | Старший оператор производственного объединения «Киришинефтеоргсинтез» имени 50-летия ВЛКСМ Министерства нефтеперерабатывающей и нефтехимической промышленности СССР, Ленинградская область            | 12.09.1980      | нефтехимпром      | Гаврилов-Ямский район | [ ГС 68 ] |
| 67 | Чижов Евгений Иванович              | 15.01.1912 — 23.05.1995 | Директор Курского завода резиновых технических изделий Министерства нефтеперерабатывающей и нефтехимической промышленности СССР                                                                       | 20.04.1971      | нефтехимпром      | Ярославль             | [ ГС 69 ] |
| 68 | Чистяков Николай Иванович           | 29.06.1931 — ????       | Проходчик управления начальника работ № 304 треста «Спецтоннельстрой» Главленинградинжстроя Ленинградского городского Совета депутатов трудящихся                                                     | 25.03.1971      | строительство     | Ярославская область   | [ ГС 70 ] |
| 69 | Шавырин Борис Иванович              | 10.05.1902 — 09.10.1965 | Начальник и главный конструктор Специального конструкторского бюро гладкоствольной артиллерии Народного комиссариата вооружения СССР, Московская область                                              | 16.09.1945      | оборонпром        | Ярославль             | [ ГС 71 ] |
| 70 | Шамаев Александр Алексеевич         | 14.08.1910 — 14.06.1976 | Главный агроном совхоза «Семенной» Джанкойского района Крымской области | 23.06.1966      | сельхоз           | Ярославская область   | [ ГС 72 ] |
| 71 | Шапкин Николай Михайлович           | 22.03.1923 — 05.10.1984 | Командир корабля — инструктор Транспортного управления международных воздушных линий гражданской авиации Министерства гражданской авиации СССР, гор. Москва                                           | 15.06.1971      | транспорт         | Угличский район       | [ ГС 73 ] |
| 72 | Яковлев Николай Фёдорович           | 1904 — ????             | Старший ветеринарный врач подсобного хозяйства «Первомайское» хозяйственного управления Комитета государственной безопасности при Совете Министров СССР, Ленинский район Московской области           | 05.08.1954      | сельхоз           | Ярославская область   |           |

## Герои Социалистического Труда, прибывшие в Ярославскую область на постоянное проживание из других регионов
| № | Фамилия, имя, отчество   | Даты жизни     | Деятельность                                                                                         | Дата присвоения | Отрасль | Место проживания | ГС       |
| - | ------------------------ | -------------- | --- | --------------- | ------- | ---------------- | -------- |
| 1 | Мазурик Ольга Кирилловна | 1922 — ????    | Рабочая Урекского совхоза Министерства сельского хозяйства СССР, Махарадзевский район Грузинской ССР | 05.07.1949      | сельхоз | Ярославль        | [ ГС 1 ] |
| 2 | Сакания Нора Георгиевна  | 1936 — 06.2016 | Чаевод колхоза «Дурипш» Гудаутского района Абхазской АССР                                            | 26.02.1981      | сельхоз |                  | [ ГС 2 ] |